# Phil Archer
Philip „Phil“ Archer (* 25. August 1952 in Rotherham) ist ein ehemaliger englischer Fußballspieler.

## Karriere
Archer gehörte von 1968 bis Sommer 1970 als Trainee (dt. Auszubildender) Sheffield United an. Im August 1970 absolvierte er auf Empfehlung von Freddie Green, Assistenztrainer bei Rotherham United, beim FC Reading ein Probetraining, das er wegen Heimweh aber zunächst abbrach. Im November 1970 wurde er erneut bei Reading vorstellig und erhielt, nach einem Prachttor gegen die Reserve des FC Chelsea, schließlich im Dezember 1970 einen Profivertrag.
Bis zu seinem Pflichtspieldebüt für die erste Mannschaft musste er noch bis August 1971 warten, Reading war in der Vorsaison aus der dritten Liga abgestiegen und Archer gehörte im ersten Spiel des Klubs in der Football League Fourth Division als Außenverteidiger zur Startaufstellung. Die Reading Evening Post attestierte ihm ein „hartes, beständiges Spiel mit wenigen Fehlern“ und konstatierte im Anschluss an die 1:3-Niederlage beim FC Hartlepool: „Reading würde es extrem gut gehen, wenn sie ein halbes Dutzend Youngster mehr mit Archers Fähigkeiten hätten.“ In den folgenden Wochen gehörte er regelmäßig in verschiedenen Defensivpositionen zum Aufgebot, teils auch als Einwechselspieler. Kurz nach der Entlassung des bisherigen Trainers Jack Mansell Mitte Oktober 1971 verlor er seinen Platz im Team und kam lediglich im Frühjahr 1972 nochmals zu vier Einsätzen. Vom neuen Trainer Charlie Hurley wurde ihm zum Saisonende ein ablösefreier Transfer gestattet und er verließ den Klub nach 17 Ligaauftritten.
Archer setzte seine fußballerische Laufbahn im Non-League football fort, zunächst bei Hillingdon Borough in der Southern League, ab November 1975 beim FC Addlestone in der Athenian League.